# Episodi di Scream (terza stagione)
La terza e ultima stagione della serie televisiva Scream, intitolata Scream: Resurrection, annunciata il 25 giugno 2019 dopo uno slittamento di tre anni,  va in onda dall'8 luglio 2019 al 10 luglio 2019, per un totale di sei episodi, dall'emittente VH1.
In Italia la serie è inedita.
La stagione, inoltre, presenta un cast interamente nuovo, formato da: RJ Cyler, Jessica Sula, Giorgia Whigham, Keke Palmer, Giullian Yao Gioiello, CJ Wallace, Tyga, Tyler Posey.
| nº | Titolo originale        | Titolo italiano | Prima TV USA   | Prima TV Italia |
| -- | ----------------------- | --------------- | -------------- | --------------- |
| 1  | The Deadfast Club       |                 | 8 luglio 2019  | inedita         |
| 2  | Devil's Night           |                 | 8 luglio 2019  | inedita         |
| 3  | The Man Behind the Mask |                 | 9 luglio 2019  | inedita         |
| 4  | Ports in the Storm      |                 | 9 luglio 2019  | inedita         |
| 5  | Blindspots              |                 | 10 luglio 2019 | inedita         |
| 6  | Endgame                 |                 | 10 luglio 2019 | inedita         |

## The Deadfast Club
- Diretto da: Kevin Kolsch e Dennis Widmyer
- Scritto da: Brett Matthews

### Trama
Durante la notte di Halloween, il piccolo Marcus Eliott, travestito da Ghostface si reca in casa di una ragazza di nome Becky pugnalandola per finta per poi ritirare i dolci dopo lo scherzo. Il ragazzino si imbatte poi in un bullo che gli ruba i dolci per poi gettarli nel recinto di uno sfascia carrozze. Marcus incontra poi suo fratello Deion che entra nel recinto per recuperare i dolci insieme al fratello ma i due ragazzini vengono avvistati da un losco individuo armato di uncino, che schianta e uccide Marcus sotto gli occhi terrorizzati del fratello Deion che scappa via abbandonando il fratello al suo destino. Otto anni dopo, Deion è un adolescente liceale che a un certo punto inizia a essere perseguitato da un pazzo assassino mascherato da Ghostface il quale medita vendetta contro lui e la sua famiglia.
- Guest star: Paris Jackson (Becky), Nash Grier (TJ), Giullian Yao Gioiello (Manny), Mary J. Blige (Sherry Elliot), David Silverman (Mr. Fitch), Kathleen Hogan (Mrs. Pell), Tony Todd (L'uomo Uncino), Gideon Emery (Ufficiale Reynolds), Patrick Johnson (Avery Collins), Drew Starkey (Hawkins), Terrence J (Coach Griffin).